# Peter Daszak
Peter Daszak es un zoólogo británico, consultor y experto público en ecología de enfermedades, en particular en zoonosis. Fue presidente de EcoHealth Alliance, una organización no gubernamental sin fines de lucro que apoya diversos programas sobre salud global y prevención de pandemias. Es miembro del Centro de Infecciones e Inmunidad de la Escuela de Salud Pública Mailman de la Universidad de Columbia.
Daszak participó en las investigaciones sobre el brote inicial que finalmente se convirtió en la pandemia de covid-19 y se convirtió en miembro del equipo de la Organización Mundial de la Salud enviado a investigar los orígenes de la pandemia de covid-19 en China.
En 2025, el Departamento de Salud y Servicios Humanos de los Estados Unidos inhabilitó a Daszak durante cinco años por su participación en la investigación de virus en China antes de la pandemia.

## Educación
Daszak obtuvo una licenciatura en Ciencias de zoología en 1987, en la Universidad de Bangor y un doctorado en enfermedades infecciosas parasitarias en 1994 en la Universidad de East London.

## Covid-19
Después del brote de la pandemia de covid-19, Daszak señaló en The New York Times que él y otros ecologistas de enfermedades habían advertido a la OMS en 2018 que la próxima pandemia "sería causada por un patógeno nuevo y desconocido que aún no había ingresado a la población humana", probablemente en una región con una interacción significativa entre humanos y animales. El grupo incluyó este hipotético patógeno de la "Enfermedad X" en una lista de ocho enfermedades a las que recomendó que se les diera máxima prioridad en lo que respecta a los esfuerzos de investigación y desarrollo, como la búsqueda de mejores métodos de diagnóstico y el desarrollo de vacunas.Dijo: “Mientras el mundo se encuentra hoy al borde del precipicio de la pandemia, vale la pena tomarse un momento para considerar si el Covid-19 es la enfermedad sobre la que nuestro grupo estaba advirtiendo”.
Antes de la pandemia, Daszak y EcoHealth Alliance eran la única organización con sede en EE. UU. que investigaba la evolución y transmisión del coronavirus en China, donde se asociaron con el Instituto de Virología de Wuhan, entre otros. El 1 de abril de 2020, tras el inicio de la pandemia de COVID-19 en los Estados Unidos, la USAID otorgó 2,26 millones de dólares al programa EcoHealth para una extensión de emergencia de seis meses del programa cuya financiación expiró en septiembre de 2019. La Universidad de California anunció que la extensión apoyaría la "detección de casos de SARS-CoV-2 en África, Asia y Oriente Medio para informar la respuesta de salud pública", así como la investigación "de la fuente o fuentes animales del SARS-CoV-2 utilizando datos y muestras recopiladas durante los últimos 10 años en Asia y el sudeste asiático".
En la Declaración de Lancet de teoría conspirativa del covid-19, coescrita por Daszak y firmada por 27 científicos, publicada en The Lancet el 19 de febrero de 2020, se afirmaba: “Nos unimos para condenar firmemente las teorías conspirativas que sugieren que el COVID-19 no tiene un origen natural ... y concluimos abrumadoramente que este coronavirus se originó en la vida silvestre”. Además, se advertía que culpar a los investigadores chinos por el origen del virus ponía en peligro la lucha contra la enfermedad. En junio de 2021, The Lancet publicó un apéndice en el que Daszak enumeraba su cooperación con investigadores en China y simultáneamente Daszak se recusó de la comisión de investigación de The Lancet que investigaba los orígenes del covid-19.
La financiación del proyecto EcoHealth Alliance fue "interrumpida abruptamente" el 24 de abril de 2020 por los Institutos Nacionales de Salud. La medida fue criticada, incluso por un grupo de 77 premios Nobel que escribieron al director del NIH, Francis Collins, que "están muy preocupados" por la decisión y calificaron el recorte de financiación de "contraintuitivo, dada la urgente necesidad de comprender mejor el virus que causa la COVID-19 e identificar medicamentos que salvarán vidas". Un artículo del 8 de mayo de 2020 en la revista Science afirmó que la inusual decisión del 24 de abril de recortar la financiación de EcoHealth se había producido poco después de que "el presidente Donald Trump alegara – Sin aportar pruebas – que el virus pandémico se había escapado de un laboratorio chino apoyado por la subvención del NIH, y prometió poner fin a la financiación".
En mayo de 2020, Daszak "dijo que no había 'ninguna evidencia' de que el virus" se hubiera creado en el Instituto de Virología de Wuhan durante una aparición en "60 Minutes".
En 2020, la Organización Mundial de la Salud nombró a Daszak como el único representante con sede en EE. UU. en un equipo enviado para investigar los orígenes de la pandemia de COVID-19, un equipo que también incluía a Marion Koopmans, Hung Nguyen y Fabian Leendertz. Daszak había colaborado previamente durante muchos años con Shi Zhengli, director del Instituto de Virología de Wuhan, en los esfuerzos para rastrear los virus SARSr-CoV hasta los murciélagos después del brote de SARS de 2002-2004.
Algunos críticos, incluido el periodista Nicholas Wade y el biólogo Richard H. Ebright, afirmaron que Daszak tenía un conflicto de intereses al investigar los orígenes del virus en China. En 2021, algunos representantes republicanos presentaron una denuncia pidiendo que Daszak fuera expulsado de la Academia Nacional de Medicina (NAM) basándose en acusaciones de conducta. En 2022, el NAM denegó esta solicitud alegando que "no había pruebas" de la presunta infracción de conducta. La investigación de conducta de NAM para exonerar a Daszak tuvo repercusiones más amplias cuando el personal de la minoría republicana de un comité bipartidista del Senado dirigido por el senador Richard Burr declaró "que la pandemia probablemente comenzó cuando el virus de alguna manera escapó del WIV".Algunos miembros del MNOAL calificaron la investigación sobre Daszak de "frívola y política", y escribieron que tales acusaciones contra China son perjudiciales para la preparación ante pandemias y obstaculizan la colaboración internacional para enfrentarlas de manera efectiva. 
En mayo de 2024, el Departamento de Salud y Servicios Humanos de los Estados Unidos suspendió todos los fondos federales para Daszak y la EHA, alegando que no supervisaba adecuadamente las actividades de investigación en el WIV y no informaba sobre sus experimentos de alto riesgo. El departamento también inició procedimientos para excluir permanentemente a Daszak y a la EHA de la financiación federal.

## Vida Personal
Vive en Suffern, Nueva York.

## Premios y honores
En 1999, Daszak recibió un premio al servicio meritorio de los Centros para el Control y la Prevención de Enfermedades.En 2018, fue elegido miembro de la Academia Nacional de Medicina. Se le conmemora en los nombres del ciempiés Cryptops daszaki, así como del parásito apicomplejo Isospora daszaki.